# Pistolets Glisenti modèle 1910/Brixia modèle 1912
 (décembre 2013).
Si vous disposez d'ouvrages ou d'articles de référence ou si vous connaissez des sites web de qualité traitant du thème abordé ici, merci de compléter l'article en donnant les références utiles à sa vérifiabilité et en les liant à la section « Notes et références ».
Conçu par l'ingénieur italien Abiel Revelli, le pistolet modèle 1910 était fabriqué par la société sidérurgique Glisenti jusqu'en 1934. 

## Description
Ressemblant au Luger P08, le Glisenti souffrait de sa complexité mécanique, de sa fragilité et de sa munition. Cela ne l'empêcha pas d'être utilisé par l'Armée italienne durant la Grande Guerre, la Guerre d'Éthiopie et la Seconde Guerre mondiale. 
Il fut remplacé en 1934 par le Beretta model 1934. 

## Brixia modèle 1912
Le Brixia modèle 1912 en était une variante mineure tentant de gommer ses défauts.